# 東京港臨海道路

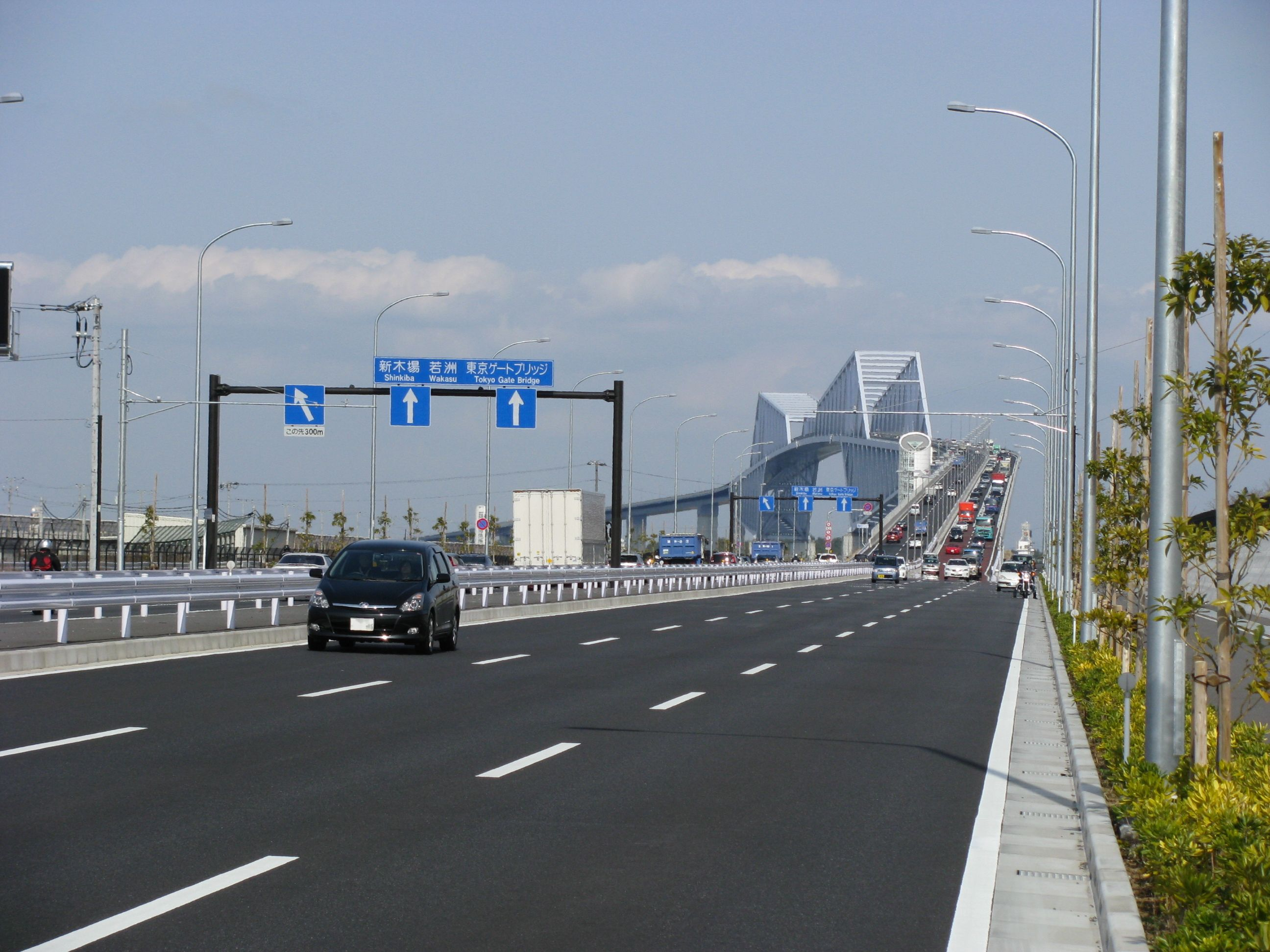
東京港臨海道路（2012年3月20日）

東京港臨海道路（とうきょうこうりんかいどうろ）は、東京都大田区城南島と東京都江東区若洲を結ぶ道路である。

## 概要
大田区城南島から中央防波堤外側埋立地を経て江東区若洲までの約8 kmを結ぶ道路であり、大田市場・東京臨海副都心（テレコムセンター）・新江東清掃工場付近が道路で繋がり、東京港の円滑な物流の促進のみならず、湾岸エリアの大幅な混雑緩和が期待される。
2002年度（平成14年度）に城南島 - 中央防波堤外側埋立地その1（現・大田区令和島）間の第一期区間が開通。2010年度（平成22年度）に中央防波堤外側埋立地その1 - 若洲間の第二期区間が開通し全線開通の予定であったが、東京ゲートブリッジの建設の遅れなどによりずれこみ、2012年（平成24年）2月12日に開通した。港湾法に基づく臨港道路であり、道路法に基づく道路ではない。
かつて、東京湾岸道路（国道357号）の東京港トンネル区間は一般部が未開通であったことから、2019年の同トンネル一般部の全面開通までは東京湾岸道路の代替道路としても機能しており、開通後もバイパスとしての役割を果たしている。
東京港臨海トンネル部には歩道が併設されていないため、歩行者と軽車両（含む自転車）は大田区側と江東区側を通して通行することができない。
東京ゲートブリッジ上の歩道は、2025年（令和7年）3月28日より若洲側と中央防波堤側の間を通行できるようになった。それ以前は、若洲側昇降タワーから東京ゲートブリッジ上の歩道に上がることは可能であったが、中防昇降タワーが関係者以外立ち入り禁止であったため、中央防波堤には降りられずに若洲に戻るしかなかった。自転車を含む軽車両、特定小型原動機付自転車、原動機付自転車は東京ゲートブリッジ及び東京港臨海トンネルを通行できない。
制限速度は、トンネル内等の一部区間を除いて法定速度の時速60km/hであるが、直線の道路で見通しもよい事から自動速度違反取締装置が設置されており、覆面パトカーによる速度取締も頻繁に行われている。

## 事業計画
- 第一期事業（城南島～中央防波堤外側埋立地その1）約3.4キロメートル
  - 1993年度（平成5年度） - 調査開始
  - 2002年度（平成14年度） - 供用開始
- 第二期事業（中央防波堤外側埋立地その1～若洲）約4.6キロメートル
  - 2002年度（平成14年度） - 調査開始
  - 2011年度（平成23年度） - 供用開始
    - 事業費：1,410億円（2005年5月現在）

## 諸元
- 車線

道路部：片道3車線
橋梁部：片道2車線
- 規格

第4種第1級（道路構造令）
速度制限：60km/h
- トンネル
  - 臨海トンネル
- 橋
  - 臨海中央橋（旧仮称「南北水路横断橋梁」） - 中央防波堤外側埋立地その1と中央防波堤外側埋立地その2を結ぶ
  - 東京ゲートブリッジ（旧仮称「東京港臨海大橋」）　 - 中央防波堤外側埋立地その2と若洲を結ぶ

## 道路建設による影響
- 中央防波堤内側埋立地に設置されている、東京国際空港の航空機向け江東VOR/DMEが、電波送受信に影響を受けるため、中央防波堤外側埋立地その2に移設される。
- 若洲に設置されている船舶向け15号地信号所標識が見えなくなるため、東防波堤の外側に移設される。

## その他
- 若洲から先では、新木場交差点で東京湾岸道路（国道357号）と接続する。なお接続する国道357号新木場周辺はかねてより渋滞が頻発しており、東京港臨海道路の接続で交通量の増加が予想されたため、新木場交差点から夢の島交差点間の連続立体交差（新木場立体）の整備が行われ2014(平成26)年3月18日に開通した[4]。
- 構想段階の第二東京湾岸道路ルート案がこの道路と一部重複している。
- 若洲側にある東京都港湾局が運営している若洲海浜公園内のキャンプ場と多目的広場、貸し自転車の部分だけが江東区に移管された。
- 東京港臨港道路南北線が計画され、2020年6月20日に開通[5]。
- 2025年3月28日、東京都港湾局により整備が進められていた海の森公園がグランドオープン。同日より、東京ゲートブリッジの中央防波堤側昇降施設が開放され、徒歩で中央防波堤埋立地にアクセスできるようになった。